# Aleix Renyé i Teulé
Rafael Reñé i Teulé, més conegut com a Aleix Renyé, (Lleida, 20 d'octubre de 1955) és un periodista, actor i escriptor català d'expressió catalana i francesa. Va passar a viure a la Catalunya del Nord l'any 1981 com a refugiat polític a causa de la seva militància a l'Exèrcit Popular Català (EPOCA) i Terra Lliure.
Amb Pascal Comelade i Joan-Lluís Lluís va escriure el Manifest revulsista nord-català. Com a periodista va contribuir al diari El Punt i el seu successor El Punt Avui. Ha treballat a Ràdio Arrels i el setmanari El Punt Catalunya Nord. Ha exercit de corresponsal a la Catalunya Nord als inicis de Catalunya Ràdio i de RAC1, i a Ràdio Andorra. Membre de l'equip de redacció de les publicacions nord-catalanes La Nova Falç i El Fiçó, actualment desaparegudes. Com a actor ha escrit i interpretat amb la cantant noruega Mag Stöyva els espectacles Petjades de Leonard Cohen i Romançs de Dones.

## Llibres publicats

### Poesia
- Quotidianitats, Perpinyà: El Trabucaire, 1992
- Deport al cau, Girona: Senhal, 1993
- Nou codi de la ruta, Perpinyà: El Trabucaire, 1994
- Boirines de mesell, Perpinyà: El Trabucaire, 1997

### Narrativa
- Xipotades, Barcelona: Llibres de l'Índex, 1995
- Tot allò de viu que mai no ha viscut, Perpinyà: El Trabucaire, 1996
- L'enivrement des senteurs, le charme bucolique, l'éventail de couleurs... i altres històries prescindibles: El Trabucaire, 1998.
- Nos chers losers: LTSJ, 2013.

### Memòries
- Catalunya Nord. La llesqueta del septentrió, Lleida: El Jonc, 2017[10] En aquest llibre explica com a la Catalunya del Nord hi ha gent que parla un català perfecte a casa però que, després, se sent incapaç de parlar-lo en d'altres àmbits, per exemple, a la feina, atès que tot el lèxic i terminologia laborals només el domina en francès.[11]